# エー・フレイムズ
エー・フレイムズ（A Frames）は1999年にワシントン州シアトルにて結成されたアメリカ合衆国のポストパンクバンド。男性3人によって構成される。ジョイ・ディヴィジョンやカウズ、スクラッチ・アシッドなどのバンドからの影響を濃く見受けられるサウンドが特徴。

## 概要・来歴
メンバーはエリン・サリバン、ミン・イー、トーマス・ノースカットの3人。脱退したメンバーにラース・フィンバーグが居る。詳細は後述のメンバーの節を参照のこと。
エリン、ミン、ラースの3人によって1999年に結成。2000年1月、自主レーベル『ドラグネット・レコード』を立ち上げ、作品の発表を開始する。2004年、3rdアルバム『ブラック・フォレスト』発表のためサブ・ポップと契約。2006年、自身がボーカルを務めるバンド、インテリジェンスでの活動を専念するためラースが脱退。新たにトーマスをメンバーに加え、活動を継続中。

## メンバー
- エリン・サリバン - Erin Sullivan
  - ボーカル、ギター担当。
- ミン・イー - Min Yee
  - ベース担当。
- トーマス・ノースカット - Thomas Northcut
  - ドラムス担当。

### 旧メンバー
- ラース・フィンバーグ - Lars Finberg
  - ドラムス担当。インテリジェンスのメンバー。2006年に脱退。

## 作品

### アルバム
- エー・フレイムズ - A Frames （2002年）
- 2 （2003年）
- ブラック・フォレスト - Black Forest （2005年）